# Терапија пијавицама
Терапија пијавицама је поступак лечења уз употребу лековитих пијавица. Од давнина ову врсту терапије први су предложили и успешно практиковали грчко-арапски лекари у лечењу мускулоскелетних болести, гинеколошких поремећаја, хроничних кожних болести, тромбоемболијских болести, проширених вена, ОРЛ болести итд. 
Према присталицама Јунани медицине, ефикасност терапије пијавицама се приписује аналгетичким и резолутивним активностима пијавица. Међутим, из савремене перспективе, пљувачка пијавице садржи око 100 фармаколошки активних биолошких супстанци као што су хирудин, хијалуронидаза, вазодилататори, анестетици, бактерициди, фибриназе, колагеназа итд. Ове супстанце  убризгавају пијавице у људско тело током сисања крви и одговорне су за аналгетички, антиинфламаторни и анестетички ефекти терапије пијавицама.

## Историја
Терапија пијавицама једна је од најстаријих медицинских пракси (чија примена датира још пре 3.500 година), када су коришћене за пуштање крви у старом Египту. Од тада ова врста терапије  практикована је међу различитим древним народима, укључујући Месопотамце, Египћане, Грке, Маје и Астеке.
У старој Грчкој је терапију пијавицама први увео познати лекар и једна од зачетника Јунани медицине, Хипократ, такође познат као отац медицине. Популарност ове терапије појачана је идејама римског филозофа Галена, који је терапију пијавицама сврстао у методе лечења и превенције здравља. Он је веровао да је крв доминантан хумор и онај коме је најпотребнија контрола. Да би се одржао баланс хумора, лекар би или уклонио вишак крви из тела или би  саветовао било који други третман за евакуацију морбидних хумора. 
Када су исламске теорије постале познате у латино говорећим земљама Европе, терапија пијавицама је постала све раширенија. 
Заједно са венесекцијом, терапија пијавицама била је централна за арапску хирургију, која се помиње у класичној јунанској литератури.
Такође је лечење пијавицама био познат у ајурведској медицини, како је то описан у делу Сушрута Самхита, у коме индијски бог ајурведе држи пијавицу у једној од своје 4 руке. 
Пракса ове терапије настављена је током средњег века, да би почела да се доводи у питање у 16. веку, посебно у северној Европи.
Године 1980. године хирурзи су добили велики подстицај за примену пијавица од стране пластичних хирурга, који су почели да користили пијавице за олакшање венске конгестија посебно након пресађивања коже у операцији трансплантације. Ова употреба терапије пијавицама представља добар пример њеног тренутног статуса. Када се трансплантацијом поново после трауматске ампутације угради уд или неки његов део, често је могуће поново повезати веће артеријске крвне судове, али не и тање деликатније венске крвне судове. Тело ће на крају развити неопходне венске везе за одводњавање подручја крвљу осиромашеног кисеоником, али ако се то не догоди довољно брзо, скупљање венске крви може произвести довољно великим оток који врши притисак у ткиву и онемугућава да свежа артеријска крв уђе у поново спојени уд. У овој ситуацији , пијавице се користе за дренирање локално накупљене  крви и декомпресију притиска унутар насађеног уда, и тиме спречава компликација и ризик од некрозе.
Савремену терапију пијавицама су започели хирурзи М Дерганц и Ф Здравић, који су разјаснили употребу пијавица у операцији режња ткива у којој се режањ коже ослобађа или ротира из суседне области тела да би се покрио дефект или повреда. Њихово образложење за употребу пијавица заснивало се на јединственом својству уједа пијавице - стварању убодне ране која крвари сатима. Данас се лековите пијавице користе у лечењу разних болести као што су тромбофлебитис, хипертензија, варикозни чир, кожна и мишићно-скелетна обољења.

## Опис пијавица
Пијавице су месождери или црви који сишу крв, са израженом способношћу да продуже или стегну своја тела. По природи су хермафродити и распрострањени су по целом свету, осим у поларним зонама, пустињама и на надморским висинама које прелазе 3.700 метара. 
У Индији, Бурми, Пакистану, Бангладешу и Шри Ланки живи око 45 врста пијавица које су сврстане у 22 рода. Уобичајене врсте су Hirudinaria granulosa, H. viridis, H. javanica и H. manillensis.
Лековита пијавица (Hirudo medicinalis) је европска врста која је унета у одређене баре и потоке источног дела Сједињених Америчких  Држава. То је релативно велика пијавица која често нарасте до 10 или више центиметара у дужину. Храни се крвљу кичмењака за коју се повремено везује.
Међу индијским пијавицама,Hirudinaria granulosa има лековита својства. То је уобичајена пијавица која се налази у резервоарима са слатком водом, језерима у језерима, мочварама и спорим потоцима. Преферира плитку воду и остаје скривена испод корова, балвана и камења. Крвојед је (крвопије), сише крв риба и жаба, а такође и стоке или људи када уђу у рибњак.  У изобиљу се налази у државама Тамилнаду, Керала, Мадја Прадеш, Утар. Прадеш и Пенџаб.
Пијавице су црви који сишу крв са сегментираним телима и припадају истој великој класификацији црва као и глисте. Оне се првенствено могу наћи у слатководним језерима, барама или рекама у распону од 5 mm до скоро 25 cm и имају две карактеристичне сисаљке које се налазе на оба краја тела. Да би се хранила, пијавица се прво причврсти за домаћина помоћу сисаљки. Једна од ових сисаљки окружује уста пијавице, која садрже три сета чељусти, од којих се свака састоји од око 80 кречњачких зуба који се заривају у месо домаћина, чинећи рез у облику слова Y. Између зуба леже мали отвори кроз које се лучи пљувачка. Како пијавица почиње да се храни, њена пљувачка ослобађа хемикалије које проширују крвне судове, смањују вискозитет крви и умањују бол од уједа.

## Класификација медицинских пијавица
Јунани научници су у сврху терапијске примене класификовали пијавице на отровне и неотровне (корисне и некорисне) на основу специфичних карактеристика.
Одлике терапеутски корисних пијавица је та да су оне са танком мајушном главом, смарагдно зелене боје, сићушниг и заобљеног репа као код пацова. Оне се налазе на влажним местима где има жаба у изобиљу. 
Одлика отровних или некорисних пијавица је та да су оне  дуге главе, црне, сиве или зелене боје.

## Индикације
Став древних лекара који је био да се пијавицама може излече све, од главобоље до хемороида.  користили су их за лечење:
- хроничних кожних болести (псоријаза, екцем чир који не зараста, хронична рана)
- повићеног крвног притиска,

- очних болести,

- мишићно-скелетних болести (остеоартритис,

- гинеколошких поремећаја,

- ОРЛ поремећаја,

- тромбоемболијских болести,

- локалних конгестивних стања,

- загушења крви,

- менталних болести.
- елефанијазе
- на месту уједа отровних животиња

Данас је употреба пијавица углевном присутна у терапији:
- тромбоемболијских болести (тромбоза коронарне артерије и исхемијске болести срца),
- пластичној хирургији,
- код реплантације и у другим реконструктивним операцијама веома познатим широм света.[3]

## Контраиндикације
Терапија пијавицама је контраиндикована у лечењу одређених здравствених стања и болести. То укључује:
- хеморагијске болести,
- апсолутну хемофилију,
- трудноћу,
- тешку анемију,
- хипотензију,
- општи умор,
- алергију на пијавице,
- активну туберкулозу,
- менталне поремећаје током акутне епизоде,
- високу температуру,
- имунокомпромитоване пацијенте,
- тешке болеснике
- случајеви екстремно уплашених пацијената .

Према неким лекарима Јунани медицине  одређена места на телу су такође контраиндикована за примену пијавица, као што су: стомак, посебно око јетре, слезине, црева и задњице.
У тропским областима, терапија пијавицама је забрањена јер се место где се налази пијавица може инфицирати.

## Нежељена дејства
Упркос свим предузетим мерама предострожности приликом терапије пијавицама, постоји ризик од одређених нежељених ефеката и накнадних компликација као што су:
- бол током лечења,
- локални свраб,
- хипотензија,
- вазовагални напади,
- анемија,
- супер инфекције,
- алергије,
- сепса,
- пренос заразних болести,
- ожиљци
- блага грозница.